# Gymnostomum
Gymnostomum (deutsch Nacktmundmoose) ist eine kosmopolitisch verbreitete Gattung der Laubmoose aus der Familie der Pottiaceae.

## Merkmale
Die Arten besiedeln meist Kalkfelsen an gewöhnlich sehr feuchten Standorten und bilden dichte Polsterrasen. Die aufrechten und gabelig verzweigten Sprosse sind bis etwa 3 Zentimeter hoch, selten höher. Der Stämmchenquerschnitt zeigt gewöhnlich einen Zentralstrang. Die eiförmig-lanzettlichen bis linealischen Blätter sind stumpf bis zugespitzt, ganzrandig bis krenuliert, die Ränder flach oder oben wenig eingebogen. Die kräftige Blattrippe endet in der Blattspitze oder kurz davor. Feucht sind die Blätter aufrecht abstehend bis zurückgebogen, trocken mehr oder weniger verbogen und gedreht, nicht jedoch gekräuselt. Die Zellen sind am Blattgrund rechteckig und glatt, im oberen Blattteil rundlich und papillös.
Die aufrechten, eiförmigen bis ellipsoidischen Sporenkapseln auf der etwa 3 bis 6 Millimeter langen und ebenfalls aufrechten Seta besitzen kein Peristom (Name). Der Kapseldeckel ist geschnäbelt, die Kalyptra kapuzenförmig. Die Arten sind diözisch.
Die Arten der Gattung weisen oft eine starke Ähnlichkeit mit anderen Mitgliedern der Familie Pottiaceae auf, besonders mit Arten aus den Gattungen Anoectangium, Gyroweisia, Hymenostylium und Molendoa. Eine sichere Unterscheidung von sterilen Pflanzen der genannten Gattungen ist teilweise sehr schwierig.

## Arten
Weltweit gibt es 25 Arten. In Deutschland, Österreich und der Schweiz sind die drei angeführten Arten vertreten:
- Gymnostomum aeruginosum
- Gymnostomum calcareum
- Gymnostomum viridulum